# Kalayaan, Laguna

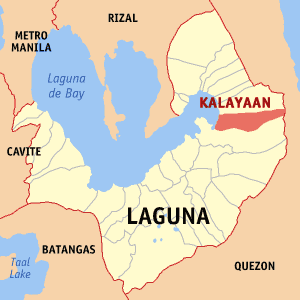
Bản đồ Laguna với vị trí của Kalayaan

Kalayaan là một đô thị hạng 5 ở tỉnh Laguna, Philippines. Theo điều tra dân số năm 2000 của Philipin, đô thị này có dân số 19.580 người trong 3.788 hộ.

## Các đơn vị hành chính
Kalayaan được chia ra 3 barangays,
- Longos
- San Antonio
- San Juan (Poblacion)